# Ahváz
Ahváz (persky شهر اهواز‎) je hlavní město íránské provincie Chúzistán. Leží na řece Kárún. Má rozlohu 220 km² a podle sčítání v roce 2006 1 432 965 obyvatel. Město trápí podle Světové zdravotnické organizace největší znečištění ovzduší na světě.

## Doprava
Ve městě funguje veřejná doprava včetně metra. Poblíž města se nachází letiště. Prochází zde také železnice z Teheránu do měst Isfáhán a Šíráz.

## Sport
V Ahvázu je neoblíbenějším sportem fotbal, který je silně spjat s kulturou města. Fungují zde fotbalové kluby jako např. Foolad nebo Esteghlal Khuzes.
Dalším sportem je zde také oblíbený futsal, který reprezentují 2 městské futsalové kluby.

## Podnebí
Jsou zde pravidelně měřeny jedny z nejvyšších teplot v letním období na severní polokouli, stejně jako v blízkém městě Basra. Teploty dosahují či mírně přesahují 50 °C. Teploty šplhají přes den nad 30 °C pravidelně od března až do listopadu. Zimy jsou mírné a teploty se během dne pohybují kolem 20 °C.